# Профсоюзная улица (Казань)
Профсоюзная улица (тат. Профсоюзлар урамы) — улица в историческом центре Казани.

## География
Начинается от улицы Баумана, пересекается с улицами Чернышевского, Мусы Джалиля, Кави Наджми, Астрономическая, Университетская, и заканчивается пересечением с улицей Пушкина; далее продолжается как улица Бутлерова. 
Ближайшие параллельные улицы: Баумана и Кремлёвская.

## История
Местность, занимаемая улицей была занята городом со времён Казанского ханства. Своё современное направление она получила в конце XVIII века, когда был составлен и утверждён первый регулярный план города. В конце XVIII — начале XIX века левая часть улицы имела каменную застройку, а правая – деревянную. К началу второй половины XIX века улица стала полностью каменной.
Начальная часть современной улицы называлась Предтеченской улицей, а конечная часть называлась Малой Проломной улицей. Обе улицы административно относились к 1-й полицейской части.
16 мая 1929 года обе улицы объединены в Профсоюзную улицу.  После введения районного деления в Казани относилась к Бауманскому району, Бауманскому и Молотовскому районам, вновь Бауманскому району, Бауманскому и Вахитовскому районам а с 1994 года — к Вахитовскому району.

## Примечательные объекты
- №3/19 — дом Михляева – Дряблова (конец XVII века).[16]
- №5/16 — дом, в котором родился и жил Н. Э. Бауман[тат.].[17]
- №6/10 — дом Потехина (1830-е гг.).[18]
- №7 — лавки Пискунова (1840-1841 гг.).[19]
- №8 — здание хлебных амбаров (архитектор Александр Шмидт, XIX век, снесено). Во время немецко-советской войны в здании располагался эвакуационный госпиталь № 1670.[20]
- №10 ― торговые ряды (архитектор Василий Кафтырев, 1796 г., конец XIX века).[21]
- №12 ― жилой дом (вторая половина XIX века).[22]
- №№14, 16 ― торговые ряды (архитектор Василий Кафтырев, 1796 г.).[23][24]
- №20/4 ― питейный дом (XVIII век).[25]
- №15 ― здание Казанского еврейского молитвенного дома (1913-1915 гг.).[26] Во время немецко-советской войны в здании располагался эвакуационный госпиталь № 1907.[20]
- №16Б/19 — дом Печати (арх. Семён Пэн, 1933-1935 гг.).[27]
- №23/12 — жилой дом управления тепловых сетей.[28]
- №23/12 (другой) ― дом Перцова.[29]
- №25/15 — здание Центрального телеграфа.[30]
- №30/13 — дом Горзина.[29]
- №44 ― дом, в котором в 1905-1907 гг. находилось нелегальное центральное бюро профсоюзов Казани.[31]

### Утраченные
- угол улиц Астрономическая и Профсоюзная — дом Шамиля.[32]

## Транспорт
- Ближайшие станции метро — «Кремлёвская» и «Площадь Тукая».